# Adelaide Pandiani Maraini
Adelaide Pandiani Maraini (Milano, 30 giugno 1836 – Roma, 24 marzo 1917) è stata una scultrice svizzera-italiana.

## Biografia
Adelaide Pandiani nacque in una famiglia di scultori: il padre Giovanni, gli zii Innocente e Agostino, il cugino Costantino erano tutti scultori e Adelaide cominciò ad apprendere l'arte dal padre seguendo poi i corsi dell'Accademia di Firenze di Giovanni Dupré.
Sposata nel 1862 con il ricco industriale e finanziere luganese Clemente Maraini, ebbe due  figli, Clemente (nel 1864) e Adelaide (nel 1868). Si trasferì con la famiglia a Roma – dove frequentò lo scrittore Carlo Dossi, amico di lunga data della famiglia Pandiani - e soggiornò spesso nella villa del marito a Lugano, città della quale prese la cittadinanza nel 1862 e dove sono conservate diverse sue opere.
Fu artista d'impostazione accademica e d'ispirazione tardo-romantica, secondo lo spirito del tempo: partecipò all'Esposizione universale di Parigi del 1867 e del 1878, dove presentò quello che rimane il suo capolavoro, la scultura Saffo, ora nel Museo nazionale d'arte moderna di Roma; espose anche a Brera nel 1881 e nel 1891, a Lugano nel 1891 e, per l'ultima volta, nel 1913.

## Opere
- Saffo, Museo Nazionale d'Arte moderna di Roma
- Romeo e Giulietta, Museo civico di Lugano
- Te Precor, Museo civico di Lugano
- Sposa dei cantici, Palazzo civico di Lugano
- La Giovinezza, Cimitero di Firenze
- Bacco e Pomona, Collezione privata, Lugano.